# لو (فیلم ۲۰۱۷)
لو LOU یک انیمیشن کوتاه آمریکایی محصول سال ۲۰۱۷ به نویسندگی و کارگردانی دیو مولینز و محصول پیکسار است. این فیلم در کنار ماشین‌ها ۳ در ۱۶ ژوئن ۲۰۱۷ به نمایش درآمد. این فیلم نامزد جایزه اسکار بهترین پویانمایی کوتاه در نودمین دوره جوایز اسکار شد.

## داستان
جعبه گمشده در یک زمین بازی مهدکودک خانه لو، موجودی است که از اقلام بی‌معنای مختلف ساخته شده است (که نامش از سه حرف موجود در علامت روی جعبه تشکیل شده است). پس از هر دوره استراحت، لو اسباب‌بازی‌ها و وسایلی را که بچه‌ها پشت سر گذاشته‌اند را برمی‌دارد، آنها را در جعبه می‌گذارد و به‌طور نامحسوس صاحبانشان را تشویق می‌کند که آنها را هنگام بازگشت پیدا کنند.
قلدری به نام جی.جی. شروع به دزدیدن اسباب بازی از بچه های دیگر و گذاشتن آنها در کوله پشتی خود می کند. لو از این موضوع عصبانی می شود و زمانی که جی جی آخرین بچه در زمین بازی است تصمیم می گیرد کوله پشتی جی جی را بردارد. جی جی او را در حین عمل دستگیر می کند و تعقیب و گریز آغاز می شود و لو دائماً شکل خود را تغییر می دهد تا گرفتار نشود.
در حین تعقیب و گریز، لو متوجه می شود که برچسب نام روی لباس زیر جی جی با برچسب نام روی یک اسباب بازی در پایین جعبه مطابقت دارد، سگی که یک بچه بزرگتر از جی.جی دزدیده بود. چند سال قبل لو سگ را به جی جی نشان می دهد، اما از دادن آن به او خودداری می کند تا اینکه جی.جی. اسباب بازی هایی که دزدیده را پس می دهد. جی.جی. در ابتدا اسباب‌بازی‌ها را با ناراحتی برمی‌گرداند، اما وقتی دختری با سپاسگزاری او را در آغوش می‌گیرد، تعجب می‌کند. او شروع می کند به لذت بردن از بازگرداندن اقلام باقی مانده، پیدا کردن چند دوست جدید در این فرآیند، که به نوبه خود به او انگیزه می دهد تا صاحبان تک تک کالاها را در جعبه پیدا کند. با بازگشت به جعبه برای آخرین بار، جی.جی. متوجه می شود که لو دیگر حضور ندارد، زیرا تمام قطعات او توسط صاحبان آنها ادعا شده است. جی.جی. می بیند که سگ مخملی او آخرین اسباب بازی باقی مانده است و با خوشحالی آن را پس می گیرد. یک توپ فوتبال در نزدیکی او فرود می آید و او تصمیم می گیرد به دو پسر دیگر بپیوندد تا یک بازی صید کنند.